# Al Bundy
Al Bundy je ime glavnog lika američke humoristične serije "Bračne vode". Serija se emitirala od 1987. do 1997. godine.
Ala je glumio glumac Ed O'Neill (12. travnja 1946.) U seriji se prikazivao život tipične američke obitelji. Al Bundy je najbolji američki prodavač cipela. Njegova žena Peg utjelovljuje sve osobine koje dobra žena i domaćica nikad ne smije imati. Kroz seriju su gledatelji upoznali niz osebujnih likova poput susjeda Bundyevih, D'Arcyevih, Alovih prijatelja iz udruge "Ne, gđo.!"  i žena koje dolaze u njegov dućan. Al je vječiti gubitnik, ali nam postaje simpatičan jer nikad ne odustaje. Ima sina Buda kojeg djevojke ne podnose iako on smatra da je zgodan, i kćer Kelly, promiskuitetnu umjetnu plavušu koja je u vječitoj potrazi za bogatim dečkom.
U prošlosti je Al bio uspješan, glavni sportaš izmišljene srednje škole Polk. Igrao je američki nogomet, a najveće postignuće mu je postizanje četiri polaganja u finalu srednjih škola. Mogao je ići na koledž, ali je upoznao Peg, napio se, zaprosio je i svemu je došao kraj. Kako je Peg bila trudna, Al je odustao od fakulteta i zaposlio se u prodavaonici cipela.
Rijetko jede jer Peg gotovo nikad ne kuha. Strašno obožava striptiz-barove. Vozi prastari Dodge.
Mrzi svoju punicu, ali njegov punac, Efrum mu je nekako drag. Al Bundy je jednostavno ikona pop-kulture.